# Sílvia Sabaté Estrany
Sílvia Sabaté Estrany (Tortosa, Baix Ebre, 1964) és una actriu catalana de teatre, cinema i televisió.
És llicenciada en Art dramàtic per l'Institut del Teatre de Barcelona. És coneguda per la seva actuació en diverses sèries de televisió com El cor de la ciutat i Estació d'enllaç a TV3 i Hospital Central a Telecinco. Al cinema ha actuat en Cruzando el límite(2010) i La vida comença avui (2010). I al teatre a La sutura (monòleg de Maria Steinman), i a Les Tres germanes i Tiet Vània, ambdues d'Anton Txékhov.